# Bulbophyllum carinilabium
Bulbophyllum carinilabium är en orkidéart som beskrevs av Jaap J. Vermeulen. Bulbophyllum carinilabium ingår i släktet Bulbophyllum och familjen orkidéer. Inga underarter finns listade i Catalogue of Life.